# Municipio de Greenwood (Iowa)
El municipio de Greenwood (en inglés: Greenwood Township) es un municipio ubicado en el condado de Kossuth en el estado estadounidense de Iowa. En el año 2010 tenía una población de 913 habitantes y una densidad poblacional de 9,85 personas por km².

## Geografía
El municipio de Greenwood se encuentra ubicado en las coordenadas 43°17′55″N 94°15′56″O / 43.29861, -94.26556. Según la Oficina del Censo de los Estados Unidos, el municipio tiene una superficie total de 92.71 km², de la cual 92,71 km² corresponden a tierra firme y (0 %) 0 km² es agua.

## Demografía
Según el censo de 2010, había 913 personas residiendo en el municipio de Greenwood. La densidad de población era de 9,85 hab./km². De los 913 habitantes, el municipio de Greenwood estaba compuesto por el 98,9 % blancos, el 0,11 % eran afroamericanos, el 0,22 % eran amerindios, el 0,11 % eran asiáticos, el 0,11 % eran de otras razas y el 0,55 % eran de una mezcla de razas. Del total de la población el 0,22 % eran hispanos o latinos de cualquier raza.